# Ormosia aculeata
Ormosia aculeata är en tvåvingeart som beskrevs av Alexander 1924. Ormosia aculeata ingår i släktet Ormosia och familjen småharkrankar. Inga underarter finns listade i Catalogue of Life.